# Кожухов Анатолій Дмитрович

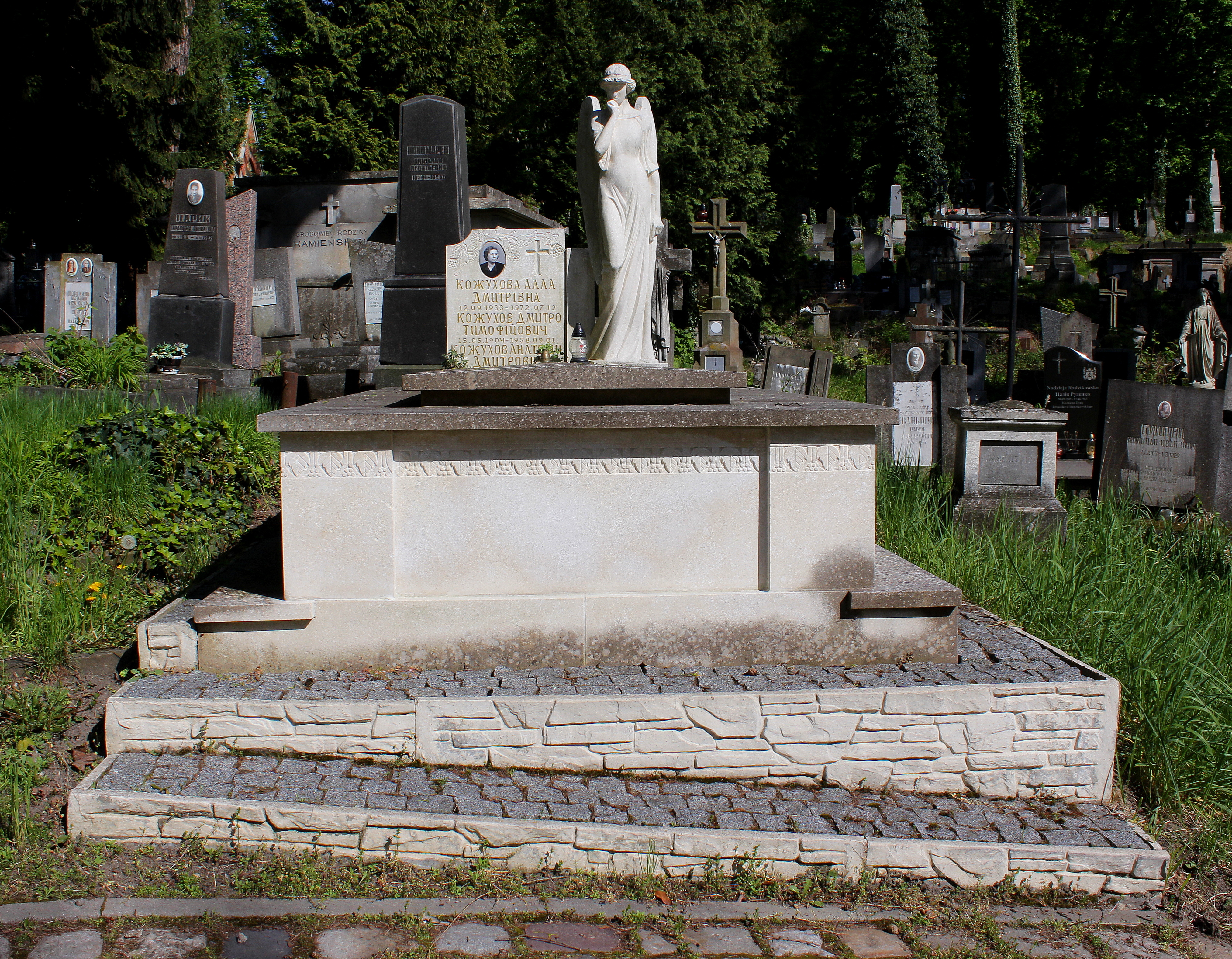
Гробниця родини Кожухових.

Анатолій Дмитрович Кожухо́в (нар. 13 лютого 1927, Деревецьке — пом. 21 січня 1999, Київ) — український графік; член Спілки радянських художників України з 1964 року. Заслужений працівник культури УРСР з 1983 року.

## Біографія
Народився 13 лютого 1927 року в селі Деревецькому (нині Бердянський район Запорізької області, Україна). Упродовж 1947—1951 років навчався у Львівському інституті декоративного та прикладного мистецтва, де був учнем Стефанії Гебус-Баранецької; у 1951—1953 роках — у Київському художньому інституті у Василя Касіяна, Федора Самусєва. Дипломна робота — серія плакатів (керівник Василь Касіян).
Після здобуття фахової освіти працював у київському видавництві «Мистецтво»: у 1960—1987 роках завідував редакцією політичного плаката. Член КПРС з 1963 року. Жив у Києві, в будинку на вулиці Калініна, № 25, квартира № 16 та в будинку на вулиці Леваневського, № 33, квартира № 7. Помер у Києві 21 січня 1999 року.
Похований у родинному гробівці, на 14 полі Личаківського цвинтаря. 

## Творчість
Працював у галузі плаката. Серед робіт:
- «Батьківщині багатий врожа» (1954);
- «Броненосець „Потьомкін“ — непереможна територія революції…» (1955, у співавторстві з Олексієм Капітаном);
- «Юнаки і дівчата! Готуймося до Всесоюзного фестивалю радянської молоді!» (1956);
- «Буде вдосталь м'яса» (1957);
- «Футбол — спорт спритних» (1959);
- «По руках!» (1962);
- «Хай живе Куба!» (1963, у співавторстві з Борисои Мінделем);
- «Великій хімії — сили молоді!» (1964);
- «Хай живе мир і дружба між народами» (1965);
- «Щоб родив краще лан — знищуй бур'ян» (1965);
- «Дивись, Земле… Крокуєм у Космос» (1965, у співавторстві з Олексієм Капітаном);
- «До комунізму» (1966);
- «Не гай часу на жнивах!» (1966);
- «Слава радянським будівельникам!» (1967);
- «Вчення Маркса всесильне тому, що воно вірне (Ленін)» (1968; варіант — 1975);
- «Плани партії — плани народу» (1970);
- «Хвала рукам, що хліб зростили» (1975);
- «Робітничому класу — слава!» (1976);
- «Рішення XXV з'їзду виконаємо достроково!» (1977);
- «Молодь! Тебе чекають будівництва 10-ї п'ятирічки!» (1978).

У 1979 році виконав низку портретів (туш, перо) письменників країн соціалістичної співдружності для низки виданнь.
Брав участь у виставках з 1953 року, республіканських з — 1960 року, всесоюзних — з 1963 року.